# Margaret Wheeler
Pour les articles homonymes, voir Wheeler.
Margaret Eileen Joyce Wheeler (née le 25 mars 1949) est une membre travailliste de la Chambre des lords qui est un whip de l'opposition .

## Biographie
Dans les honneurs d'anniversaire de 2005, elle est nommée membre de l'Ordre de l'Empire britannique (MBE) pour services rendus aux syndicats.
Elle est créée pair à vie le 20 juin 2010 en prenant le titre de baronne Wheeler, de Blackfriars dans la ville de Londres, et est présentée aux Lords le 14 juillet 2010.
Elle est Porte-parole fantôme pour la santé et les services sociaux et Whip en chef adjoint de l'opposition à la Chambre des lords depuis après avoir été Whip de l'opposition à la Chambre des Lords depuis 2010.